# Sankarapuram
Sankarapuram là một thị xã panchayat của quận Viluppuram thuộc bang Tamil Nadu, Ấn Độ.

## Nhân khẩu
Theo điều tra dân số năm 2001 của Ấn Độ, Sankarapuram có dân số 12.243 người. Phái nam chiếm 51% tổng số dân và phái nữ chiếm 49%. Sankarapuram có tỷ lệ 65% biết đọc biết viết, cao hơn tỷ lệ trung bình toàn quốc là 59,5%: tỷ lệ cho phái nam là 73%, và tỷ lệ cho phái nữ là 57%. Tại Sankarapuram, 12% dân số nhỏ hơn 6 tuổi.